# Pasmo Łysiny

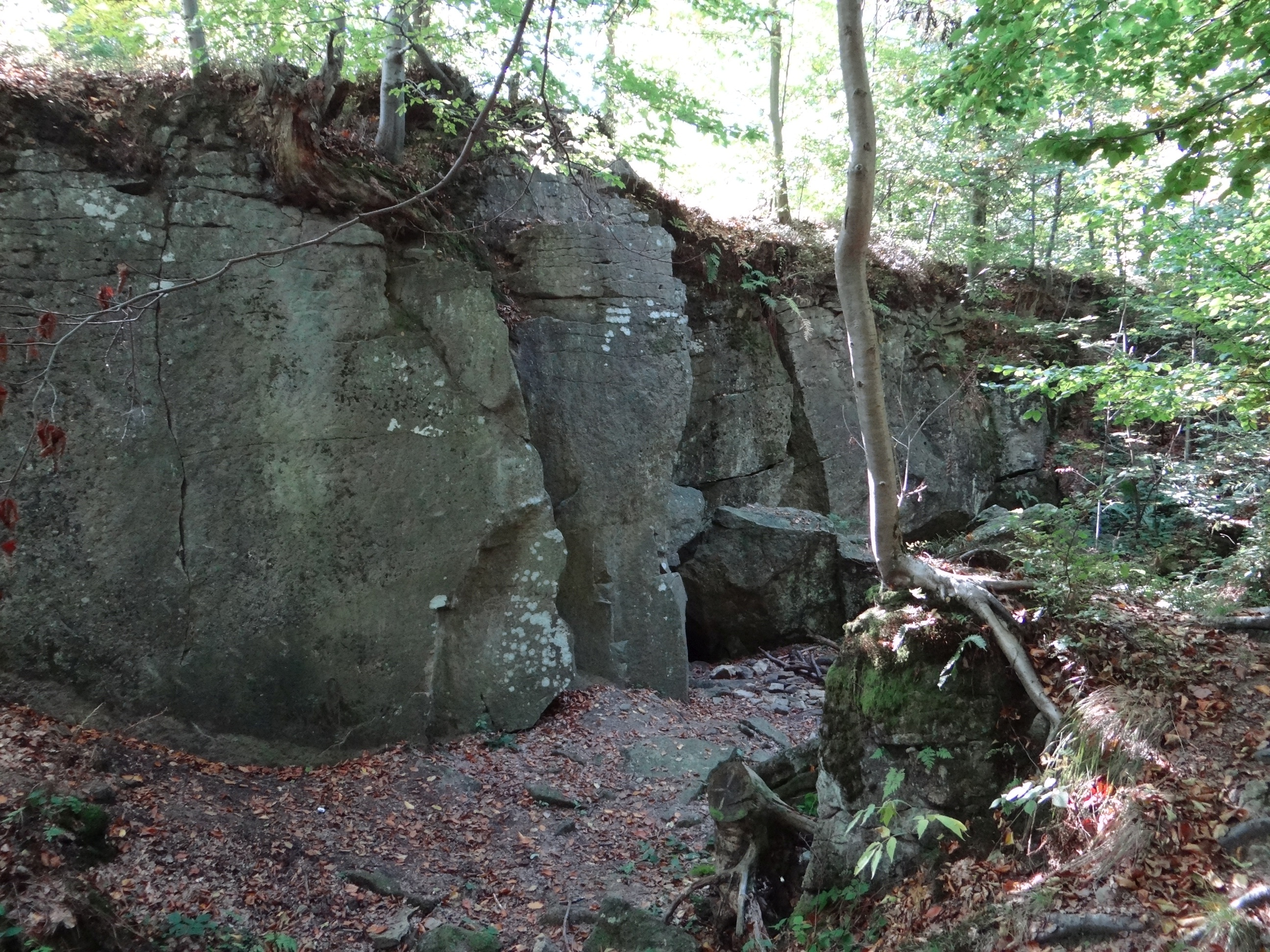
Zamczysko na Łysinie

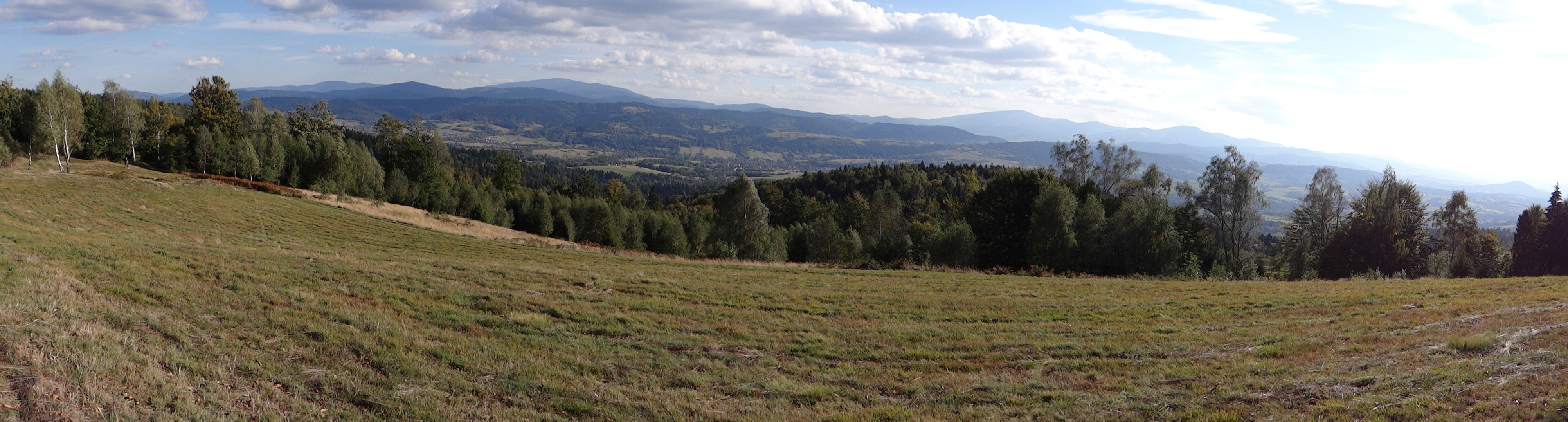
Panorama widokowa z polany na grzbiecie Pasma Łysiny

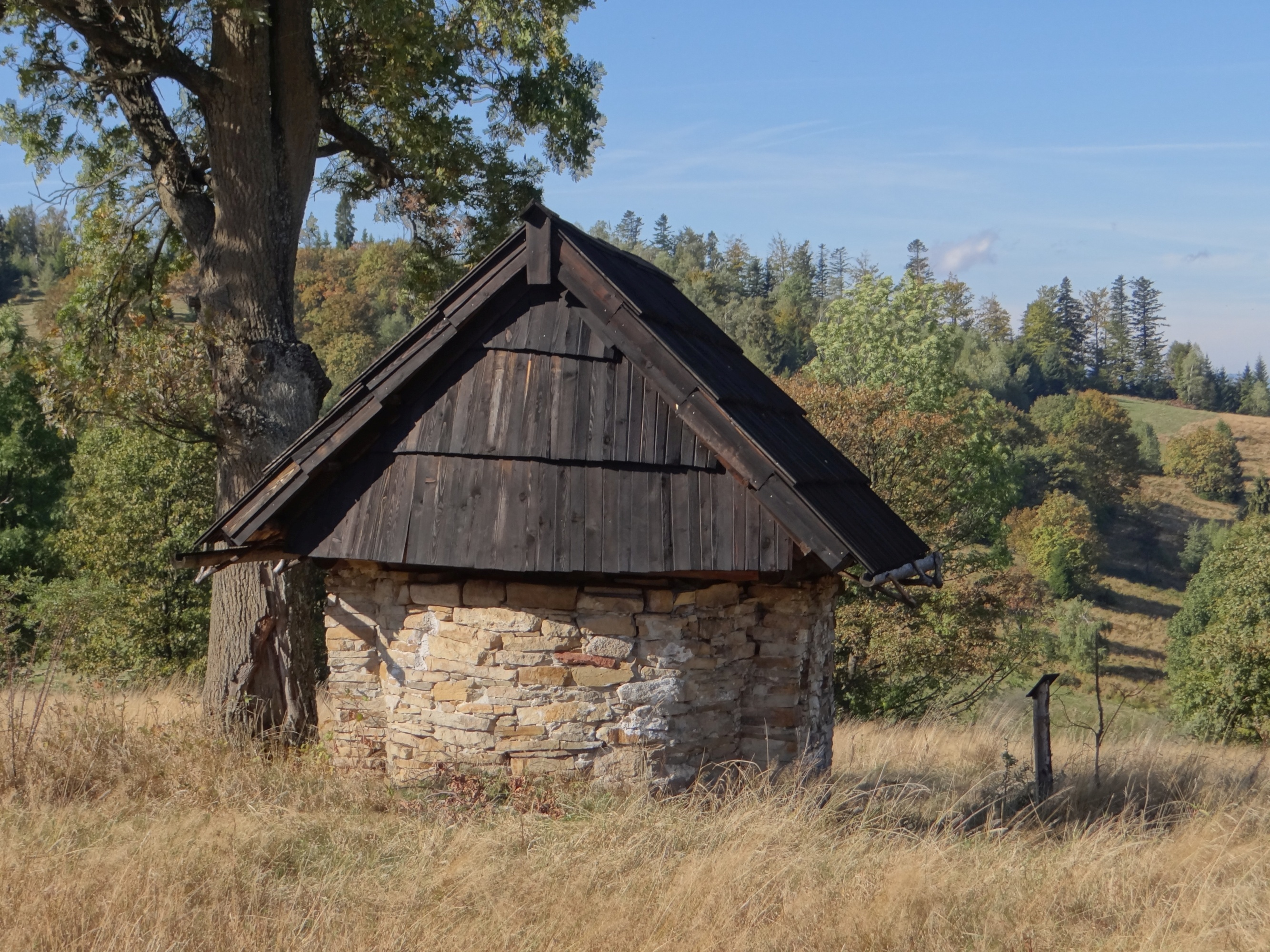
Kapliczka na Gibasach

Pasmo Łysiny – nieduże, ale dobrze wyodrębnione pasmo górskie w Beskidzie Małym. Ciągnie się od doliny Kocierzanki na zachodzie po Łamaną Skałę i dolinę Krzywego Potoku na wschodzie. Jego północne stoki opadają do głębokiej doliny Kocierzanki, południowe do Kotliny Żywieckiej. Stanowi część dużo większego Pasma Łamanej Skały. Najwyższym szczytem jest Gibasów Wierch (Wielki Gibasów Groń, 890 m), jedynym i niewielkim bocznym odgałęzieniem jest krótki grzbiet Góry Pietraszowej (Pietrasowej) na wschodnim krańcu pasma. Grzbietem tym biegnie dział wodny między Sołą a Skawą. Niemal całe Pasmo Łysiny znajduje się w zlewni Soły, jedynie wschodnie stoki Pietrasowej są w zlewni Skawy.
W Paśmie Łysiny w kierunku od zachodu na wschód kolejno wyróżnia się następujące szczyty i przełęcze: Przykrzyca, Gugów Groń, Łysina zwana też Ścieszków Groniem, przełęcz Pod Łysiną, Zamczyska, Przełęcz Płonna, Płonne, Kucówki, Skolarówka, Czarne Działy, Gibasówka, Gibasowe Siodło, Gibasów Wierch, Przełęcz pod Madohorą, Madohora (Mlada Hora).
Pasmo Łysiny porasta las, jednak wielowiekowe osadnictwo spowodowało, że jego bardziej nadające się do uprawy stoki południowe w dolnej części są bezleśne, zajęte przez pola uprawne znajdujących się u jego południowych podnóży miejscowości: Łękawica, Okrajnik, Gilowice, Ślemień i Kocoń. W dolinie Kocierzanki znajdują się miejscowości Kocierz Moszczanicki i Kocierz Rychwałdzki. W niektórych miejscach powstały osiedla typu zarębek również w partiach szczytowych pasma. Jest to wieś Łysina i osiedle Gibasy na polanie o tej samej nazwie. To ostatnie, ze względu na ciężkie warunki bytowania i ekonomiczną nieopłacalność uprawy ziemi na tej wysokości, zostało opuszczone. Na grzbiecie znajdują się też inne polany: Patykówka i kilka polan bezimiennych. Dzięki bezleśnym obszarom z niektórych miejsc na grzbiecie Pasma Łysiny roztaczają się szerokie panoramy widokowe. Dużą atrakcją są tu też osuwiska: Zamczysko na Łysinie i Osuwisko w Czarnych Działach, oraz jaskinie: Jaskinia Lodowa w Zamczysku i kilka Jaskiń w Czarnych Działach.
Tylko do wsi Łysina na Łysinie dochodzi szosa. Grzbietem Pasma Łysiny przebiega szlak turystyczny z Kocierza Rychwałdzkiego do Krzeszowa, a z południowej strony dołączają do niego dwa szlaki łącznikowe. Nocleg możliwy w chatce Gibasówce na polanie Gibasy (jest to jedyny stale zamieszkały dom na dawnym osiedlu).
Szlaki turystyczne
 Kocierz Rychwałdzki – Łysina – Przełęcz Płonna – Kucówki – Czarne Działy – Gibasówka – Gibasów Wierch – Przełęcz pod Madohorą – Madohora – rozstaje Anuli – Smrekowica – rozdroże pod Smrekowicą – Suwory – Krzeszów;
 Ślemień (pod Borem) – Czarne Działy;
 Przydawki – Gołasie – Przełęcz pod Mladą Horą – Anula – rozdroże pod Smrekowicą – Smrekowica – Na Beskidzie – Góra Potrójna – Beskidek – Leskowiec. Czas przejścia 3:30 h, 3 h.